# 清水紫雲巖
24°16′16″N 120°34′46″E / 24.271122°N 120.579471°E
清水紫雲巖，是位於臺灣臺中市清水區鰲峰里的觀音寺、巖仔，為清水的信仰中心。

## 由來[1]
雍正十一年間（1733年），林元璸、盧永清等人來到台灣北路理番分府的感恩社開墾，為今日的清水區。雍正年間，最早來開墾的客家移民在今大街路接近光復街口之處建立祭祀三山國王的清水調元宮，後來客家人遷移至豐原，寺廟便由泉州人管理。
清水紫雲巖為乾隆年間興建。相傳一名泉州的瓦匠從神岡赴某地辦事，途經清水紫雲巖現址，適因內急，遂將觀音菩薩的香火袋懸於樹梢，離去時竟遺忘該物，事後某夜樹上忽然祥光四射，居民不約而同爭先膜拜，因而建立清水紫雲巖。在地人習慣稱紫雲巖為「觀音亭」，位在鰲峰山腳下，今址為清水區鰲峰里大街路206號，於1980年重建竣工。

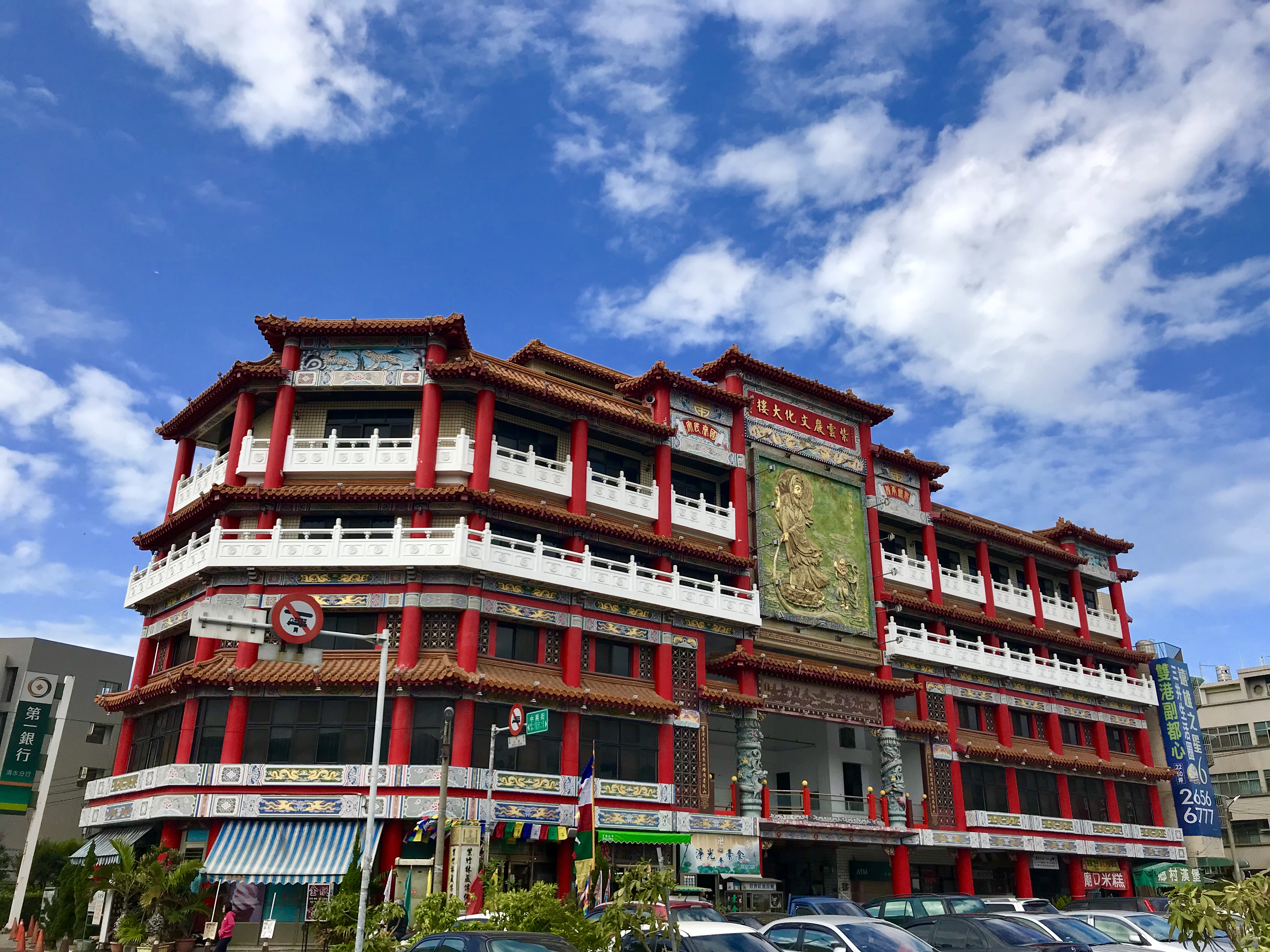
此香客大樓為斥資新台幣二億餘元興建，1994年1月19日落成啟用。廟方舉行的觀音盃象棋比賽時，選手會在前一天入住。

## 祭祀
農曆二月十九日觀音菩薩誕辰，信徒來此祭祀。
中元普渡由清水的三十二個里輪流舉行。過去此廟是在農曆七月十五普渡，後管理委員會因鑑於中元節當天家戶都舉辦私普，即將公普延後到七月二十一。頭家是每十年一循環，爐主是卅二年輪流一次。2003年首度由外省籍居多的中社里當爐主時，里長童長春席開就達兩千兩百多桌。普渡儀式有發關、請神、安灶君、請孤魂、拜懺、七獻、小施等。
農曆九月初一，廟中稱為「二媽」的觀音神像會至高美遶境並於當地設壇供奉三天，由高美、高東、高西、高南、高北等五個里輪流擔任爐主，原因是傳說當日有一名高美漁民當日在海邊撿到來一塊晚上會發出靈光的木材，又夢見觀音要將這塊木材雕刻成觀音神像，供奉在清水信仰中心的紫雲巖。農曆九月十八或十九日，新社區的紫明宮與紫安宮信徒會來此進香，他們原為清水的住戶，在1950年代因擴建清泉崗機場，四百七十二戶移民集體遷到新社。
教師節時，民眾會來祭拜文昌帝君，該神像原供奉在清水文昌廟，但是廟身毀於1935年新竹－台中地震，因而寄居於此多年。原先沒有神殿，後廟方以鹿港天后宮文昌殿為參考，在廟內興建文昌殿，於1999年12月10日同太歲殿一同安座。
紫雲巖也是大甲媽祖會停駕的廟宇，2020年7月白沙屯媽祖與山邊媽祖前往北港朝天宮進香與回鑾時也分別在此停駕與駐駕。

## 古碑

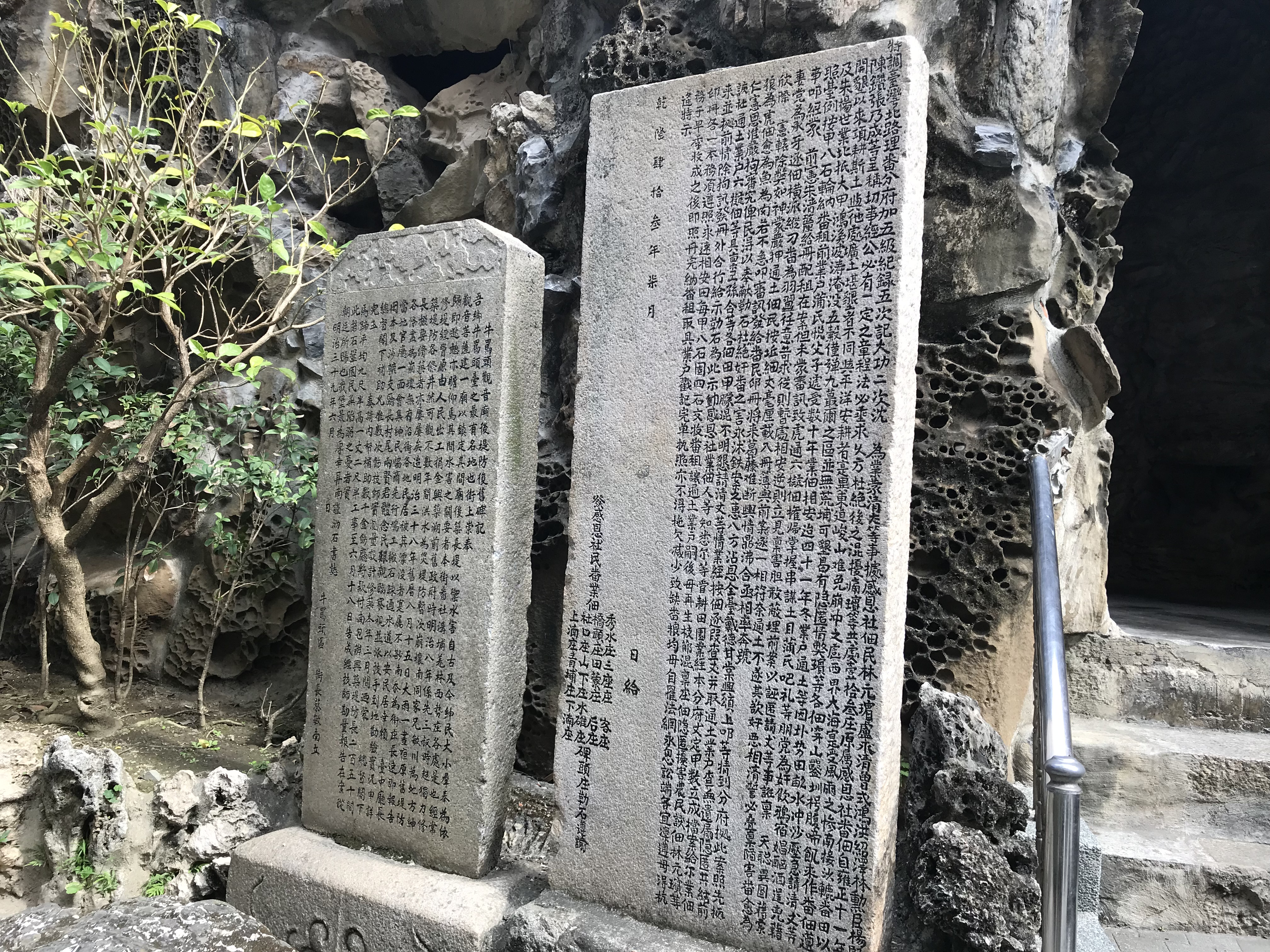
牛罵頭觀音廟後堤防復舊碑與嚴禁感恩社佃業混丈勒索碑

過去鰲峰山常溪水暴漲，直沖山腳下的清水地區。廟方後庭有乾隆四十三年（1778年）七月鏤刻的石碑，記載當時清水秀水村、青埔村、社口村等十三村莊開墾此地，但康熙四十一年（1702年）冬，田畝被洪水毀去，事後官府重整災區時丈量不清，致使耕者糾紛迭起，原住民騷擾鄉民，糾紛擴大，官府不得不派員重新丈量，並查證實情造具耕農田產名冊存檔。鰲峰山附近民眾還保有農曆七月二十日來石瀨頭公園祭祀石埠（石堤）的習俗，水患問題直到陽明山計畫修建清泉崗機場，排水系統重修整建才解決。

## 解籤
百珍香餅行位在清水紫雲巖旁，該店的吳廖偷自二十七歲發願為信眾解籤。她曾替一名負氣離家的男童家屬解籤，與廟方看法不同，後男童同她的解釋順利返家，因此出名，餅店生意也變好。在1935年新竹－台中地震六十一周年時，被應邀與蔡正文、王候令等耆老在鰲峰活動中心三樓展覽館口述震災歷史。有出版社紀錄她口述的生平故事，出版《清水阿嬤：戴著觀音耳機的吳廖偷》一書。該書為吳念融所寫，在2011年1月1日於新營市民學堂舉行新書發表。2017年冬至，百歲的吳廖偷去世。

## 外部連結
- 官方网站